# Пинерівка
Пинерівка (рос. Пинеровка) — робітниче селище у Балашовському районі Саратовської області Російської Федерації.
Населення становить 3403  особи. Належить до муніципального утворення Пінеровське муніципальне утворення.

## Історія
Населений пункт розташований у межах українського історичного та культурного регіону Жовтий Клин.
Від 23 липня 1928 року в складі Балашовського району Вольського округу Нижньо-Волзького краю. До цього належав до Балашовського повіту Самарської губернії.
З 1934 року підпорядковується Саратовському краю, з 1936 року — в складі Саратовської області. З 6 січня 1954 року по 19 листопада 1957 року район входив до складу Балашовської області.
Згідно із законом № 101-ЗСО від 27 грудня 2004 року органом місцевого самоврядування є Пінеровське муніципальне утворення.

## Населення
| 1970  | 1989  | 2002  | 2007  | 2009  | 2010  | 2011  |
| ----- | ----- | ----- | ----- | ----- | ----- | ----- |
| 4907  | ↘3669 | ↘3629 | ↘3428 | ↗3469 | ↘3442 | ↗3453 |
| 2012  | 2013  | 2014  | 2015  | 2016  | 2017  | 2018  |
| ↘3447 | ↘3435 | ↗3451 | ↗3492 | ↗3540 | ↘3536 | ↘3470 |
| 2019  | 2020  |       |       |       |       |       |
| ↘3461 | ↘3403 |       |       |       |       |       |